# Delungra
Delungra – miasto w Australii, w stanie Nowa Południowa Walia.